# 山下多恵子 (イラストレーター)
山下多恵子（やました たえこ、生年月日不明 - 2019年9月29日）は、日本のイラストレーター。1970年代から90年代までを中心に、日本ラグビーフットボール協会が発行する機関誌『RUGBY FOOTBALL』のイラストレーション（表紙および誌面カット）や、スズキスポーツが販売するラグビー関連用品のキャラクターと広告イラストを描いた。武蔵大学卒、68歳没。

## 主な作品
作品により「Taeko」の署名が入っていることがある。
- 『RUGBY FOOTBALL』（日本ラグビーフットボール協会機関誌） - カット、表紙[1]（1968年度ごろ[4][5] - 2001年度ごろ[6]）
- スズキスポーツ - ラグビー関連商品（アパレル商品、小物を含む）と広告イラスト[7][8][9][1]
- 関東ラグビーフットボール協会「2014年スケジュールポスター」[10][11]
- 武蔵大学ラグビー部エンブレムデザイン[12]
- 武蔵大学同窓会会報[11][3]